# Restes de sa Torre de Son Quartera - Corral de ses Barraques
Les restes de sa Torre de Son Quartera - Corral de ses Barraques és un jaciment prehistòric situat al lloc anomenat Corral de ses Barraques, de la possessió Sa Torre de Son Quartera, segregació de la possessió de Sa Torre del municipi de Llucmajor, Mallorca.
Són unes restes prehistòriques que es troben molt arrasades. Destaca una filada de la qual no és possible identificar-ne la planta. A les estructures s'hi adossa una tanca que utilitza en la primera filada pedres procedents de les restes del jaciment. La tanca contigua al nord és plena de material ceràmic en superfície.